# 한국지방세연구원
한국지방세연구원(韓國地方稅硏究院, Korea Institute of Local Finance, KILF)은 지방세제와 지방재정에 대한 발전방안, 지역경제 현안과 이슈 등을 연구하는 기관으로 지방재정 분권과 재정자립 향상을 위해 전국 243개 자치단체가 출연하는 재원으로 운영되는 연구기관이다.

## 설립 근거
- 지방세기본법 제151조[1]

## 설립 목적 및 역할
<설립 목적>
- 지방세 제도 및 행정의 발전에 필요한 연구·조사·교육 등 관련 사업 수행을 통해 자주재원의 확충 및 지방재정 자율성 강화에 기여하여 실질적 지방자치 실현의 기반 조성

- 전국 243개 자치단체가 직접 출연·운영하는 공동 연구기관

<연구원의 역할>
- 지방재정 분권을 선도하는 전문 연구기관

- 지방 세제·세정 발전 정책지원 기관

- 지방세 공무원의 역량 강화를 위한 전문 교육기관

## 연혁
- 2011.02 창립이사회 개최 및 설립 등기, 제1대 강병규 원장 취임
- 2011.04 한국지방세연구원 개원
- 2011.12 대구경북연구원과 연구협력 양해각서 체결
- 2012.01 ‘지방세포럼’ 창간
- 2013.11 인천발전연구원과 연구협력 양해각서 체결
- 2014.01 지방세네트워크포럼 창설
- 2014.03 ‘KILF Report’ 창간
- 2014.04 제2대 허동훈 원장 취임
- 2015.01 대외협력센터, OLTA센터 신설
- 2015.05 과표연구센터, 세외수입연구센터 신설
- 2016.03 수원시정연구원과 연구협력 양해각서 체결
- 2017.01 특례연구센터, 지방세교육센터 신설
- 2017.01 한국지방재정학회와 연구협력 양해각서 체결
- 2017.04 '한국지방세60년사' 발간
- 2017.09 양재동 청사 이전
- 2018.01 제3대 정성훈 원장 취임
- 2018.03 한국세무학회와 연구교류협력 양해각서 체결
- 2018.04 법무법인 율촌과 연구교류협력 양해각서 체결
- 2018.05 지방세 판례·사례총람 발간
- 2018.05 서울시립대 세무전문대학원과 연구교류협력 양해각서 체결
- 2018.06 건국대학교 부동산·도시연구원과 연구교류협력 양해각서 체결
- 2018.06 한국조세재정연구원과 연구교류협력 양해각서 체결
- 2018.07 한국행정연구원과 업무교류협력 양해각서 체결
- 2018.08 법무법인 광장과 연구교류협력 양해각서 체결
- 2018.08 한국법제연구원과 연구교류협력 양해각서 체결
- 2018.09 산업연구원과 연구교류협력 양해각서 체결
- 2018.10 국가공무원인재개발원과 업무교류협력 양해각서 체결
- 2018.10 한국감정평가사협회와 연구교류협력 양해각서 체결
- 2018.11 한국지방세연구원 부설 지방세교육관 개관
- 2018.12 한국지방세연구원 '지방세재정포럼' 창립세미나 개최
- 2019.01 한국지방세연구원 제2회 '지방세재정포럼' 개최
- 2019.01 한국지방세연구원-고양시정연구원 연구교류협력 양해각서 체결
- 2019.03 한국지방세연구원-지방행정연구원 연구교류협력 양해각서 체결
- 2019.03 한국지방세연구원-한국조세정책학회 연구교류협력 양해각서 체결
- 2019.03 한국지방세연구원-김부겸 의원실 공동세미나(제3회 지방세재정포럼) 개최
- 2019.04 한국지방세연구원 CI 선포식 개최
- 2019.04 한국지방세연구원-충북연구원 연구교류협력 양해각서 체결
- 2019.06 한국지방세연구원-중국중앙재경대학 '중국 부동산세제 개편방안 모색' 공동세미나 개최
- 2019.10 한국지방세연구원 '2019년도 지방세 발전포럼 세미나' 개최
- 2019.11 제4대 배진환 원장 취임
- 2022.12 제5대 강성조 원장 취임

## 역대 이사장 및 원장
- 역대 이사장

```
- 제1대 이원종 이사장 (2011.2.28. ~ 2014.2.27.)
- 제2대 허남식 이사장 (2014.3.28. ~ 2017.3.27.)
- 제3대 허성관 이사장 (2017.12.22. ~ 2020.12.21.)
- 제4대 백재현 이사장 (2020.12.22.~ 2023.12.21.)
- 제5대 정종섭 이사장 (2024.2.2. ~ 2027.2.1.)
```

- 역대 원장

```
- 제1대 강병규 원장 (2011.2.28. ~ 2014.2.27.)
- 제2대 허동훈 원장 (2014.4.15. ~ 2017.4.14.)
- 제3대 정성훈 원장 (2018.1.17. ~ 2019.4.19.)
- 제4대 배진환 원장 (2019.11.18. ~ 2022.12.1.)
- 제5대 강성조 원장 (2022.12.2. ~ )
```

## 한국지방세연구원 미션 및 비전
- Mission : 지방정부 재정역량 강화

- Vision : 지방시대, 지방세ㆍ재정 최고 정책연구기관
- 전략목표

- 지방시대를 선도하는 정책연구 
- 출연기관 만족도 제고 
- 지방세정 고도화

## 연구사업
- 연구사업 목표

```
한국지방세연구원은 우리나라의 포용적 지역균형발전에 기여하기 위해 지방분권의 핵심인 재정분권의 실현, 특히 지방 자주재원의 확충 및 지방재정의 건전화를 위한 지방세 제도 및 행정 발전 등에 대한 연구ㆍ조사ㆍ교육을 수행하고 있다. 또한 지역의 경제ㆍ사회 현상에 대한 종합적인 연구를 통해 지역경제ㆍ재정정책의 현안 및 이슈를 발굴ㆍ분석함으로써, 지역 간의 이해와 요구에 대응하는 연구를 수행하고 있다.
```

- 연구사업 운영방향

1. 자주재원의 확충 및 지방재정의 건전화를 위한 정책 연구 
- 지방세 및 지방세외수입의 제도ㆍ행정의 개선방안에 관한 연구
- 국세와 지방세의 합리적인 조정에 관한 연구
- 지방세수입의 추계방법 및 지방세 시가표준액 산정기준에 대한 조사ㆍ연구

2. 지방세 담당 조직 및 인사 발전을 위한 지원체계 구축 
- 지방세공무원의 역량강화 및 확충에 관한 연구ㆍ교육
- 지방세ㆍ재정에 관한 자료 및 실무정보 데이터 수집ㆍ공유

3. 지역 경제ㆍ사회의 현안과 이슈 발굴ㆍ분석을 위한 연구 
- 지역경제ㆍ재정정책 조정 등에 관한 조사ㆍ연구 
- 지역경제에 대한 지역주민의 이해증진 관련 사업

4. 연구역량 강화 및 국제정세 변화에 대한 사전적 대응을 위한 국제협력ㆍ연구
- 국내외 지방세ㆍ재정 연구기관과의 네트워크 형성 및 공동연구
- 4차 산업혁명 및 국제정세의 급격한 변화 등에 대한 선제적 연구

## 지방세 교육사업
한국지방세연구원은 지방 세무행정 발전을 위한 지방세 교육사업을 수행하고 있다.
- 지방세공무원 전문성 강화 교육사업

```
- 교육인원: 19,232명 (2013년~2019년)
- 신규공무원에 대한 지방세 기초교육 실시 
- 지방소득세 독립세 전환에 따른 실무교육
- 지방세 세목별 실무교육
- 세무조사에 대한 교육과정
- 체납징수에 대한 교육과정 
```

- 찾아가는 교육

```
- 교육 수요자의 교육 참여기회 확대를 위해 지역 거점별 찾아가는 교육 실시
```

## 지방자치단체 협력
한국지방세연구원은 자치단체 전문성 강화를 위하여 지방세 구제제도 관련 업무를 지원하고 지방세 법령정보를 제공하고 있다.
- 지방세 구제업무 지원

```
- 지방세 구제업무 자문위원회 구성 및 관리 
- 지자체의 지방세 구제사건에 대한 법적 대응논리 발굴 및 관련 판례 등 자료 제공 
- 지방세 구제사건 결과 분석 및 사례 전파, 세정제도개선 과제 제안 
- 지방세공무원 대상 소송·구제 전문교육 교과과정 지원 및 참여 
```

- 지방세 법령정보 제공

```
- 지방세 법령해석 정보자료 발간 
- 지방세 법원 판례, 심사(판)례, 유권해석 사례 등 수록
```

지방세 공무원 및 지방정부 협력적 거버넌스 구축을 위한 지자체협력사업을 수행하고 있다.
- 연구동아리 지원으로 지방세무공무원 연구 분위기 조성

```
- 2013년 13개 팀, 2014년 13개 팀, 2015년 16개 팀, 2016년 28개 팀, 2017년 36개 팀, 2018년 32개 팀 지원, 2019년 36개 팀 지원
```

- TV, 라디오 등 대중매체 활용, 지방세 납부 홍보 캠페인

```
- 법인지방소득세, 주민세, 재산세, 자동차세 등 정기분 납부홍보
```

- 지방자치단체 세정부서와 워크숍 공동 개최 등 협력 소통

```
- 지방세 관련 5법 제도 개선 토론회 등 공동개최 
- 세목별·업무별 제도개선 워크숍 공동 추진
- 지방자치단체 세정부서와 공동연찬회 개최
- 지방세 비과세·감면 사례집 발간(2016년 발행본의 현행화)
- <지방세 길라잡이> 제작, 지방자치단체에 원본 파일 제공
```

## 외연확대 및 유관기관 협력
한국지방세연구원은 관련 기관, 학회, 연구모임 등과의 상호협력을 통해 지방재정 역량 강화를 위한 네트워크를 구축하고 있다.
- 각종 학술행사 개최 및 지원

```
- 국제학술행사 및 자치단체 공동 토론회·학술행사
- 유관기관·단체 학술행사 지원 및 참여
- 지방세법개정 설명회 후원 등
```

- 지방세 네트워크 포럼 운영으로 외연 확대

```
- 학계, 시도연구원, 지자체, 행안부 등 참여, 제도개선 방안 논의
```

- 외부 지방세 전문가에 대한 위탁연구 추진

```
- 조직진단, 시장조사·설문조사 등 전문성이 필요한 과제 위탁
```

- 간행물 발간으로 연구성과 안내 및 홍보

```
- 지방세포럼 : 지방세 및 지방재정에 대한 종합전문지
- 연차보고서 : 매년 연구원의 연구성과 및 현황을 정리하는 발간물 
- KILF Report: 연구원의 연구결과물 중 시의성 등을 고려하여 1개 연구 소개
- 이슈페이퍼 TIP : 지방세재정 관련 국내외 주요 정책 이슈 소개 및 평가
```